# 沈志勋
沈志勋（1962年7月—），美国华裔实验物理学家、斯坦福大学教授，主要从事超导与凝聚态物理领域的研究。

## 生平
沈志勋为浙江温州人，早年曾就读于温州二中，1979年考入复旦大学。毕业后通过CUSPEA赴美国留学，先后获罗格斯大学硕士学位与斯坦福大学博士学位。此后留校任教，1991年出任助理教授，1996年升副教授，2000年升为正教授。2005年至2008年间，曾任Geballe先进材料实验室主任。他于2006年创立了斯坦福材料与能源科学研究所（Stanford Institute for Materials and Energy Sciences ）并出任所长。2010年起担任斯坦福直线加速器中心首席科学家。

## 荣誉
沈志勋是美国物理学会会士（2002年）、美国国家科学院院士（2015年）、美国文理科学院院士（2017年）、中国科学院外籍院士（2017年）。他于2000年获超导实验物理卡梅琳·昂尼斯奖（Kamerlingh Onnes Prize），2009年获美国能源部颁发的欧内斯特·奥兰多·劳伦斯奖，2011年又获美国物理学会颁发的奥利弗·巴克利奖。